# 렌의 애가 (영화)
"렌의 애가"는 1969년 공개된 대한민국의 영화이다.

## 배역
- 김진규 : 시몬 역
- 김지미 : 시몬의 아내 역
- 김명진 : 렌 역
- 백영민
- 박암
- 사미자
- 김신재
- 지방열
- 김세라
- 임해림
- 이지연
- 이지애
- 김일
- 이명진
- 김윤수
- 배수일